# Cristian Gațu
Cristian Gațu, né le 20 août 1945 à Bucarest, est un ancien handballeur international roumain évoluant au poste de demi-centre. Avec l'équipe de Roumanie, il est notamment double champion du monde en 1970 et 1974 et a remporté deux médailles olympique, le bronze en 1972 puis l'argent en 1976.
En club, il a principalement évolué au Steaua Bucarest avec lequel il remporte la Coupe des clubs champions en 1977 ainsi que neuf titres de Champion de Roumanie.
Par la suite, il a été vice-président du Steaua Bucarest de 1984 à 1991 puis secrétaire d'État à la jeunesse et aux sports de 1991 à 1993. De 1996 à 2014, il a été président de la Fédération roumaine de handball et de 1996 à 2002 vice-président du Comité olympique roumain.

## Palmarès de joueur

### En club
Compétitions internationales
- Coupe des clubs champions (1) : 1977
  - Finaliste en 1971

Compétitions nationales
- Vainqueur du Championnat de Roumanie (9) : 1969, 1970, 1971, 1972, 1973, 1974, 1975, 1976, 1977

### Équipe nationale
Jeux olympiques
- Médaillé de bronze aux Jeux olympiques de 1972
- Médaillé d'argent aux Jeux olympiques de 1976

Championnats du monde
- Médaillé de bronze au Championnat du monde 1967
- Médaillé d'or au Championnat du monde 1970
- Médaillé d'or au Championnat du monde 1974

### Distinctions individuelles
- Élu meilleur joueur du monde en 1974[1] et en 1970, 1971, 1973[réf. nécessaire]

## Galerie

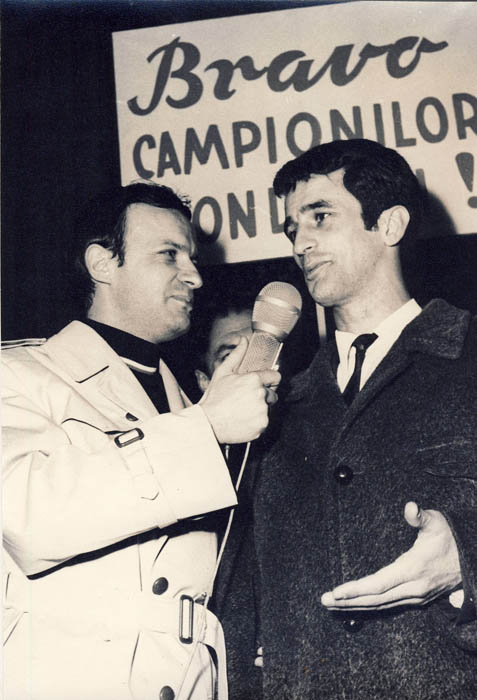
Interviewé au retour du Mondial 1970.
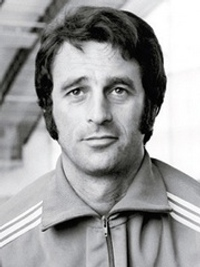
Dans les années 1970-1980